# Tõstamaa (gemeente)
Tõstamaa was een gemeente in de Estlandse provincie Pärnumaa. Het schiereiland waarop de gemeente lag heet nog steeds Tõstamaa (Estisch: Tõstamaa poolsaar). De gemeente telde 1284 inwoners op 1 januari 2017 en had een oppervlakte van 260,7 km². De hoofdplaats was de gelijknamige plaats.
Op 1 november 2017 werd Tõstamaa bij de gemeente Pärnu gevoegd.
Tot de gemeente behoorde ook het eilandje Manilaid, dat 49 inwoners telt en even ten zuiden van het schiereiland Tõstamaa ligt. Het op dit eiland gelegen plaatsje Manija was een van de negentien dorpen in de gemeente. Bij Lao ligt de haven Munalaiu, waarvandaan veerdiensten op Manilaid en Kihnu worden onderhouden.
In de gemeente lagen de twee grootste meren van West-Estland: Ermistu järv en Tõhela järv (resp. 480 en 407 ha).

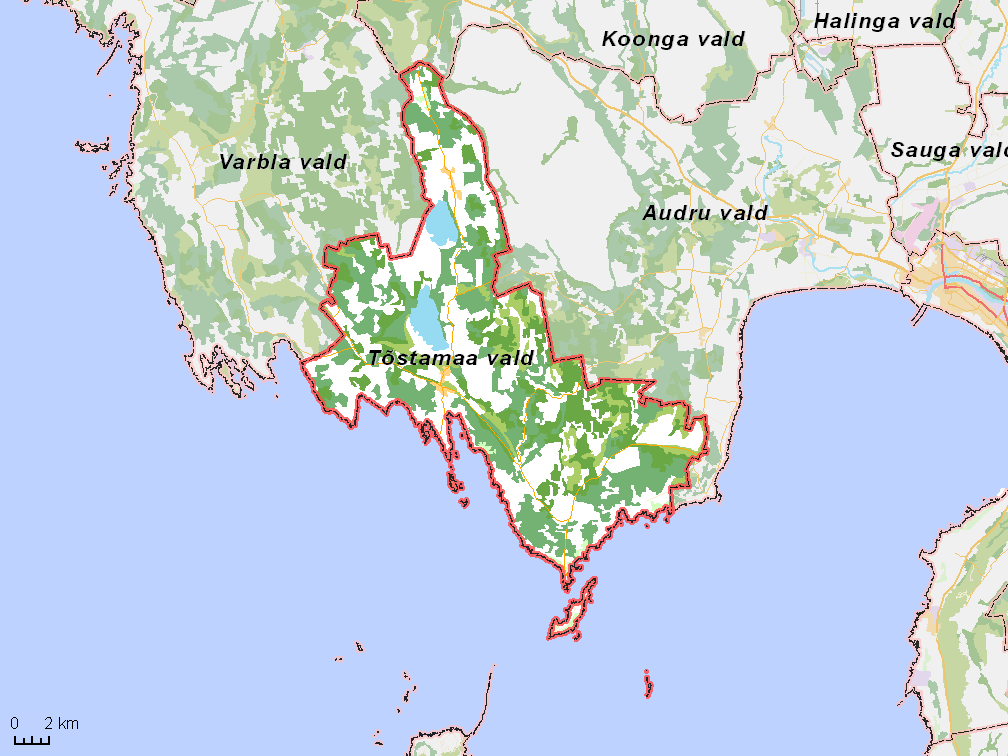
De gemeente met omliggende gemeenten, situatie begin 2017